# Конституція Албанії
Конституція Албанії — основний закон Албанії, ухвалений 21 жовтня 1998 року.

## Основні принципи
- Албанія — парламентська республіка
- Республіка Албанія — унітарна, неподільна держава
- Влада базується на системі вільних, рівних, загальних, періодичних виборів
- Закон складає основу й обмежує діяльність держави
- Конституція — найвищий закон у Республіці Албанія
- Політичні партії створюються вільно. Їх організація має здійснюватись на демократичних принципах.
- В Албанії немає офіційної релігії
- Економічна система Республіки базується на приватній та державній власності, а також на ринковій економіці й на свободі господарської діяльності
- Збройні сили забезпечують незалежність держави, а також захищають цілісність її території та її конституційний устрій.
- Державною мовою є албанська

## Основні положення Конституції
У частині другій викладено основні права і свободи людини. Ця частина конституції Албанії гарантує права і свободи громадянам, особисті права, політичні, економічні, соціальні й культурні права та свободи, вводить поняття Народного адвоката та його права.
Частина третя основного закону Албанії присвячена Кувенду. Тут викладено тези щодо обрання й терміну повноважень депутатів парламенту, організації та функціонування парламенту, законодавчого процесу.
У наступній частині Конституції викладено основні положення стосовно обрання та повноважень Президента Республіки.
П'ята частина подає основні функції та повноваження Ради міністрів Албанії.
Частина шоста присвячена місцевому управлінню.
Далі у Конституції Албанії викладено положення щодо:
- нормативних актів та міжнародних угод;
- Конституційного суду Албанії;
- інших судів держави;
- функцій і повноважень прокуратури;
- порядку проведення референдумів;
- виборчої системи;
- державних фінансів;
- вищого державного контролю;
- Збройних сил Республіки;
- надзвичайних заходів та воєнного стану;

Наприкінці Конституції викладено порядок внесення змін до чинного основного закону.